# Kirjussaari
Kirjussaari är en ö i Finland. Den ligger i sjön Salajärvi och i kommunen Lahtis i den ekonomiska regionen  Lahtis ekonomiska region  och landskapet Päijänne-Tavastland, i den södra delen av landet, 110 km nordost om huvudstaden Helsingfors. Öns area är 7,6 hektar och dess största längd är 0,7 kilometer i nord-sydlig riktning.